# Apanteles miramis
Apanteles miramis är en stekelart som beskrevs av Nixon 1976. Apanteles miramis ingår i släktet Apanteles och familjen bracksteklar. Inga underarter finns listade i Catalogue of Life.